# Zhong Xiaoqian
Zhong Xiaoqian (chinesisch 钟 晓倩; * 24. Oktober 1997) ist eine chinesische Mittelstreckenläuferin.

## Sportliche Laufbahn
Erste internationale Erfahrungen sammelte Zhong Xiaoqian bei den U20-Weltmeisterschaften 2016 in Bydgoszcz, bei denen sie im Hindernislauf mit 10:37,51 min in der ersten Runde ausschied. Im Jahr darauf belegte sie bei den Asienspielen in Jakarta in 4:16,50 min den sechsten Platz. Bei den Crosslauf-Weltmeisterschaften 2019 in Aarhus gelangte sie in 45:01 min auf den 102. Platz und wurde mit der gemischten Staffel disqualifiziert. Im April erreichte sie bei den Asienmeisterschaften in Doha in 4:22,61 min den neunten Platz. 2023 schied sie bei den World University Games in Chengdu mit 4:40,05 min im Vorlauf aus.
2018 wurde Zhong Chinesische Meisterin im 1500-Meter-Lauf. Sie absolvierte ein Studium an der Tsinghua-Universität.

## Persönliche Bestzeiten
- 1500 Meter: 4:16,50 min, 30. August 2018 in Jakarta
  - 1500 Meter (Halle): 4:30,05 min, 4. März 2016 in Nanjing
- 3000 m Hindernis: 9:59,36 min, 25. September 2021 in Xi’an